# 오만 (자기애)

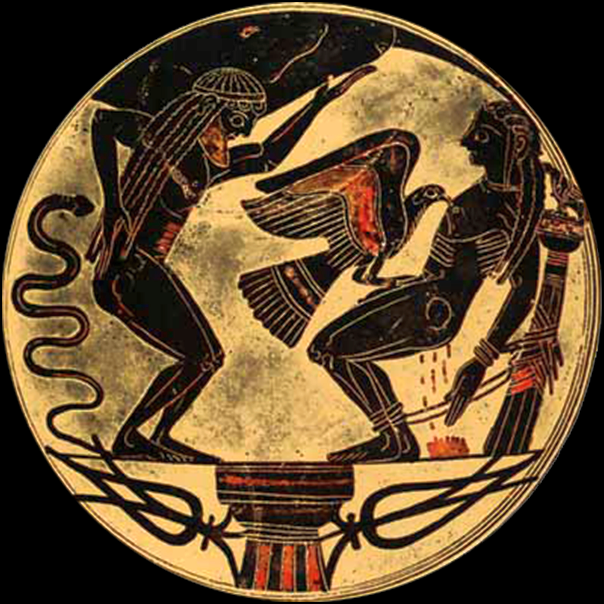
기둥에 묶인 채 복역 중인 프로메테우스를 묘사한 흑형 도자기(기원전 550년).

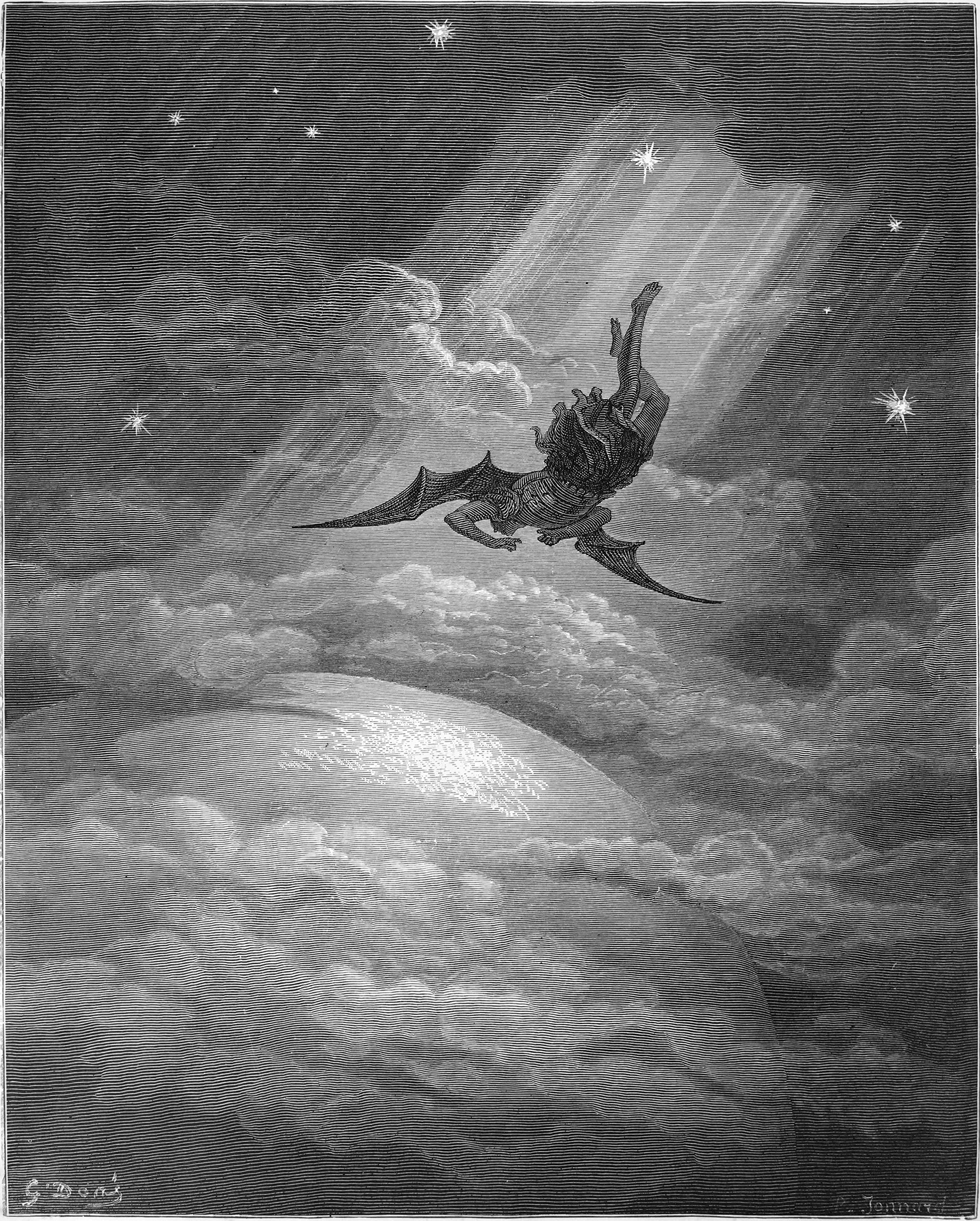
귀스타브 도레의 '실락원' (1866)에 그려진 루치펠의 실추

오만(傲慢) 또는 휴브리스(hubris)는 자존심을 의미한다.

## 인간을 오만으로 이끎
그리스 사람들은 오만이 인간의 마음에 들어오면 당사자에게 한도를 넘은 야심을 품게 하여 파멸로 이끈다고 생각하였으며 같은 시대의 그리스 비극에도 나타나고 헤로도토스의 역사서에도 나타난다.
다리우스 1세에 의한 그리스 원정은 실패하였는데 그의 아들인 크세르크세스 1세는 그리스 원정을 하려고 한다. 왕의 삼촌 아르타바누스는 어떻게든 원정을 단념하게 하려고 한다. 그 때의 그의 말이 다음과 같다.
전하께서도 잘 알고 계시는 바와 같이 동물 중에서 신의 번개에 맞아 죽는 것은 오직 눈에 띄게 큰 것들뿐으로,신께서는 그렇게 해서 그들이 지나치게 우쭐거리지 않도록 하십니다(작은 동물들은 조금도 신께 불손한 행위를 저지르지 않습니다). 그리고 집이나 나무들도 번개를 맞는 것은 언제나 가장 큰 것들뿐으로,뛰어난 것을 깎아내리는 것이 신의 뜻이기 때문입니다. 대군이 소수의 군대에게 패하는 것도 같은 이치로,예컨대 신께서 대부대의 위세를 질투하여 병사들의 마음에 공포감을 불어넣거나 천둥을 울려 위협하시면 아무리 대군이라 할지라도 여지없이 궤멸되고 맙니다. 신께서는 그분 자신 이외에는 누구도 오만한 마음을 갖지 못하도록 하십니다. (Ⅶ.10)

크세르크세스 1세는 아르타바누스의 충고가 올바르다고 생각하게 되어 원정 중지를 결의한다. 그러나 그날 밤 꿈에 키가 크고 잘생긴 남자가 나타나 '왜 그리스 원정을 하지 않는 것인가'라고 크세르크세스 1세를 탓했으며 다음 날 밤도 그 남자가 나타나 '원정을 실시하지 않으면 너는 몰락할 거야'라고 몰아세웠고 그 이야기를 의심하던 아르타바누스 자신도 크세르크세스 1세의 요청을 거절하지 못하고 마지못해 왕의 옷을 입고 왕좌에 앉았고 왕의 침실에서 잠을 잘 수 밖에 없었는데 꿈에 그 남자가 나타나서 아르타바누스를 협박했다고 한다. 마침내 그리스 원정이 결정되어 버린다.

## 현대적 사용
현대적 사용에 있어 Hubris는 arrogance와 함께 과잉자신감(overconfident pride)을 의미한다. 또한 Hubris는 일반상식과 모순되는 바보같은 방식으로 행동하는 것을 유발하기 때문에 "눈이 먼 자만심(pride that blinds)"이라고도 한다.

### arrogance
옥스포드 영어 사전(Oxford English Dictionary)은 "arrogance"를 "개인의 능력, 중요성 등에 대한 높은 혹은 확대된 의견, 추정이나 과도한 자신감 혹은 타인보다 우월한 느낌이나 태도를 낳음...(high or inflated opinion of one's own abilities, importance, etc., that gives rise to presumption or excessive self-confidence, or to a feeling or attitude of being superior to others [...].)"이라고 정의하였다. 아드리안 데이비스(Adrian Davies)는 arrogance가 hubris보다 큰 개념이고 덜 심각하다고 본다.

## 같이 보기
- 과대망상
- 교만
- 더닝-크루거 효과
- 자기 고양적 편견
- 자기애
- 네메시스
- 그리스 신화
- 오만